# Маасмехелен
Маасмехелен (на нидерландски: Maasmechelen) е селище в Североизточна Белгия, окръг Тонгерен на провинция Лимбург. Разположено е на левия бряг на река Маас, която служи за граница с Нидерландия, и на 25 km североизточно от град Тонгерен. Населението му е 37 159 души (31-12-2011).